# Всемогущество
Всемогу́щество, всесилие — неисчерпаемая сила, не имеющая никаких мыслимых ограничений, другими словами, сила, имеющая безграничные возможности. Монотеистические религии обычно приписывают всемогущество только Богу.
В философии большинства западных монотеистических религий всемогущество является одним из божественных атрибутов, таких как всеведение, вездесущность и благость.

## Значения термина «всемогущество»
Среди людей различных конфессий или даже одной и той же веры термин всемогущий используется для обозначения различных представлений о природе этого свойства. Вот наиболее распространённые:
1. Бог может делать всё, что угодно, то есть ответ на вопрос «может ли Бог сделать X?» всегда «да», независимо от того, что такое X. Однако это приводит к очевидным противоречиям, например, к парадоксу всемогущества, поэтому данная позиция не поддерживается современными богословами.
2. Бог способен сделать всё, что не несёт в себе внутренних логических противоречий[1].
3. Бог может сделать всё, что сам пожелает[2].
4. Бог может сделать всё, что не противоречит его внутренней сущности (так, например, если предполагается, что Бог всегда говорит правду, то он не может солгать).

Для многих философских определений понятия «Бог» можно показать, что значения 2, 3 и 4 равнозначны. Однако, во всех представлениях подразумевается, что Бог способен вмешиваться в наш мир, изменяя законы физики, ибо они не часть его сущности, а лишь принципы, по которым он создал материальный мир. Хотя некоторые современные богословы (такие как Джон Полкинхорн) придерживаются мнения, что нарушение своих собственных законов противоречит сущности Бога, поэтому он может их изменить только при наличии очень веской причины.

### Схоластическое определение
Фома Аквинский признал трудность понимания божьей силы. Он писал, что хотя «все верят во всемогущество Бога… представляется трудным объяснить, в чём именно это всемогущество заключается». В понимании схоластиков всемогущество накладывает некоторые ограничения на возможности Бога, то есть его сила не бесконечна. Есть некоторые вещи, которые не может сделать даже всемогущий Бог. Средневековые богословы обратили внимание на некоторые довольно тривиальные примеры ограничений Его силы. Высказывание «Бог может всё» имеет смысл, только если подразумевать дополнительное условие «что может быть сделано с помощью Его совершенной силы». Этот стандартный схоластический ответ допускает то, что некоторые обычные возможности Его созданий, такие как ходьба, доступны людям, но не Богу. Но это означает не преимущество людей перед Богом, а, наоборот, дефект их возможностей. Способность грешить, например, — это как раз такой дефект (человеческая слабость). В ответ на вопрос о том, может ли Бог совершать невозможные вещи (например, создать круглый квадрат), Аквинский говорит: «Ничто внутренне противоречивое не входит во всемогущество Бога.» 
Однако тут возникает сложность введённого ограничения Фомой Аквинским, где с точки зрения внутреннего не противоречия в действиях Бога сложно понять христианскую концепцию боговоплощения то есть, когда Бог стал человеком.
Сравнительно недавно К. С. Льюис при работе над проблемой зла принял такую же точку зрения на всемогущество. Льюис разделяет взгляды Аквинского на противоречия:
Его всемогущество означает власть делать всё, что внутренне возможно, но не то, что внутренне невозможно. Ему можно приписывать чудеса, но не глупости. Это не полагает границ Его власти. Если вы скажете: «Бог может дать существу свободную волю и в то же время лишить его свободы воли», вы фактически ничего не сказали о Боге — бессмысленная комбинация слов не обретёт внезапно смысла потому лишь, что вы предпошлёте ей два других слова: «Бог может». По-прежнему остаётся истинным, что для Бога нет вещей невозможных — внутренние невозможности не есть вещи, а лишь пустые места. Для Бога не более возможно, чем для его слабейшего создания, осуществить две взаимоисключающие альтернативы — не потому, что Его могущество наталкивается на препятствие, а потому, что чепуха остается чепухой, даже когда мы говорим её о Боге.

Льюис, 18

## Отсутствие или ограничение всемогущества
Некоторые монотеисты отвергают мнение, что Бог является или может быть всемогущим или придерживаются того, что, создав существ со свободной волей, Он добровольно ограничил Своё всемогущество. В консервативном и реформистском иудаизме, а также в некоторых течениях внутри протестантизма, включая богословие процесса и открытый теизм Бог действует в мире посредством убеждения, а не принуждения. Он проявляет себя в мире, вдохновляя свои создания и предоставляя им возможности, совсем необязательно творя чудеса или нарушая законы природы.
Концепция отказа от всемогущества часто возникает из некоторых философских рассмотрений и из библейских текстов, обсуждаемых ниже.

### Философские основания
Богословие процесса отвергает безграничное всемогущество по философским соображениям, аргументируя это тем, что всемогущество в его классическом понимании несовместимо с идеей совершенного Бога.
Эта мысль выражена в приписываемом Платону высказывании «Бытие — сила.»
Я утверждаю теперь, что всё, обладающее по своей природе способностью либо воздействовать на что-то другое, либо испытывать хоть малейшее воздействие, пусть от чего-то весьма незначительного и только один раз, всё это действительно существует. Я даю такое определение существующего: оно есть не что иное, как способность.

Платон, 247E 
Отталкиваясь от этой предпосылки, Чарльз Хартсхорн идёт дальше:
Сила — это контроль, а абсолютная сила — абсолютный контроль ... сила должна применяться к чему-то, по крайней мере если под силой мы понимаем воздействие; но нечто контролируемое не может быть полностью бездеятельным, ибо любая не проявляющая со своей стороны активности вещь есть ничто; в то же время если то, на что действует сила, само по себе активно, то оно должно оказывать хотя бы небольшое сопротивление "абсолютной" силе, и как же тогда эта сила может быть абсолютной?

Хартсхорн, 89
Более точно данный аргумент может быть изложен следующим образом:
1. Если нечто существует, то оно должно проявлять активность
2. Если существо проявляет собственную активность, то оно имеет возможность противостоять Богу
3. Если существо обладает силой для противления Богу, то Он не обладает абсолютной силой

Таким образом, если сила Бога не абсолютна, Он должен воплощать в Себе некоторые характеристики силы, а также иметь возможности убеждения своих созданий. Эта точка зрения известна как биполярный теизм.
Наиболее известные работы, поддерживающие данную позицию, принадлежат Харольду Кушнеру (в иудаизме). Необходимость изменения значения термина «всемогущество» была также чётко высказана Альфредом Уайтхедом в начале XX века, и эту мысль как раз подхватил вышеупомянутый Чарльз Хартсхорн. Он продолжил рассмотрение всемогущества в контексте теологической системы, известной как богословие процесса.

### Библейские основания
Некоторые философы и богословы отвергают всемогущество исходя из текстов Священного Писания. Они отмечают, что бо́льшая часть повествования Ветхого Завета описывает общение Бога с созданиями посредством убеждения, и только в некоторых редких случаях Он применяет силу. В Новом завете есть фраза, которая явно указывает на ограниченность возможностей Бога: это изречение апостола Павла о том, что Бог не может лгать .
Однако стоит заметить, что многие стихи Библии всё же приписывают Богу всемогущество. Некоторые подобные стихи приведены ниже:
Псалтирь 33:8-9: Да боится Господа вся земля; да трепещут пред Ним все живущие во вселенной, ибо Он сказал, — и сделалось; Он повелел, — и явилось.
Бытие 17:1: Аврам был девяноста девяти лет, и Господь явился Авраму и сказал ему: Я Бог Всемогущий; ходи предо Мною и будь непорочен.
Иеремия 32:27: вот, Я Господь, Бог всякой плоти; есть ли что невозможное для Меня?
Псалтирь 107:25: Он речет, — и восстанет бурный ветер и высоко поднимает волны его.

## Парадоксы всемогущества
Вера в то, что Бог может совершить абсолютно любое действие, порождает некоторые логические парадоксы. Вот простой пример: может ли Бог создать настолько тяжёлый камень, что он сам его не сможет поднять? Если не может, то он не является всемогущим. Если же может, то созданный неподъёмный камень будет являться ограничением возможностей Бога, ибо он не сможет его поднять. Этот классический парадокс был сформулирован ещё в Средние века. Совмещая всемогущество и всеведение, можно построить другой пример парадокса: может ли Бог задать такой вопрос, на который сам не будет знать ответа?
Блаженный Августин в своём произведении О граде Божьем высказывал мнение, что Бог не может ничего из того, что ограничивает его могущество:

Он называется всемогущим, поскольку делает то, что хочет, и не терпит того, чего не хочет; если бы последнее случилось с Ним, он никоим образом не был бы всемогущим. Потому-то нечто и невозможно для него, что он всемогущ.— О граде Божьем, книга 5, глава 10
То есть, Августин считал, что Бог по своей природе не может создать такую ситуацию, которая бы положила предел его могуществу.

## Неопределенность понятия и другие точки зрения
Некоторые верующие черпают сведения о божественной силе из религиозных текстов и их толкований, а также своих интуитивных представлений. Они считают, что человеческий разум ограничен, иначе, по их мнению, не существовало бы нерешённых проблем физики. Такие верующие полагают, что в реальности они не могут видеть или знать, что и как делает их Бог (предполагается, что существует богоподобное существо, сознательно выполняющее некоторые действия), поэтому они не могут судить о границах его возможностей. Все наши домыслы основаны на очень скудных знаниях о Боге и на предположении, что законы физики и логики одинаковы везде (в том числе, в параллельных мирах, если таковые существуют).
Некоторые из верующих полагают, что они знают только то, что современные законы физики верны в нашей вселенной, но, возможно, в параллельных мирах они совсем другие; это даёт богоподобному существу больше возможностей, и если количество вселенных бесконечно, то может быть безграничной и сила Бога. Но, к сожалению, на данный момент нет никаких эмпирических подтверждений существования параллельных миров. См. также Нирвана, Хаос.
Рене Декарт полагал, что при развитии теории, обосновывающей наличие или отсутствие всемогущества Бога, совершается ошибка, которая заключается в том, что все заключения делаются с помощью законов логики; но быть всемогущим значит быть вне логики.
Ещё является спорным утверждение, что Бог сознательно совершает свои поступки. Например, в рамках эманатизма предполагается, что все процессы — это потоки божественной энергии.
Пантеизм считает богом всё, находящееся в нашей и параллельных вселенных. Так, если кто-то совершает поступок, то в сущности это делает бог. Мы — часть бога, согласно такой позиции.
В даосистских религиозных и философских традициях Дао в некотором роде является Богом. Предполагается, что Дао является неисчерпаемым источником силы.